# 台灣山椒魚
台灣山椒魚（學名：Hynobius formosanus），又名台灣小鯢、臺灣小鯢，是台灣特有種動物之一，為一級保育類動物，其种加词“formosanus”意为“台湾的”。舊稱楚南氏山椒魚。
1920年（大正九年）五月，台灣總督府昆蟲部日籍學者楚南仁博在霧社支廳管轄內的追分（今翠峰）進行昆蟲採集時，首先在濕潤地的石頭下發現了一隻三寸五分長的山椒魚；後來又在能高駐在所（今天池工作站）發現一隻。
這是生活於寒溫帶地區的山椒魚，首次在亞熱帶地區被發現。主要分佈於台灣3,000公尺左右的高山上。此類山椒魚體型長達12公分，顏色為褐色或紫褐色，背部有明顯斑點，前腳四趾，後腳四趾為主要特徵之一。觀察時由於大部分都必須在海拔3,000公尺左右的山區，所以不易觀察。
2024年時，臺日學者發現台灣山椒魚與楚南氏山椒魚的標本在過去因不明原因錯置，導致二者實體與標本特徵相反。故在隔年將二者之俗名、學名交換，修改正名。